# Bactrochondria tuase
Bactrochondria tuase is een eenoogkreeftjessoort uit de familie van de Chondracanthidae. De wetenschappelijke naam van de soort is voor het eerst geldig gepubliceerd in 2011 door Ho, Lin & Liu.